# Hematometra
Hematometra é uma condição médica que significa retenção de sangue no útero. Normalmente o sangue menstrual flui pela vagina uma vez por mês, mas o sangue pode ficar retido no caso de um hímen imperfurado, má formação (atresia) da vagina ou do cólo do útero ou por alguma outra obstrução. Causa dor e uma sensação de peso na pélvis. 
Pode ser diagnosticado com uma ecografia e o tratamento para desobstruir a passagem do sangue menstrual geralmente é cirúrgico.